# امیر عزتی
امیر عزتی (زاده:۱۳۴۷، تبریز) فیلم ساز، منتقد سینما، مترجم، روزنامه نگار، نویسنده، ناشر و اولین منتقد ایرانی است که به بانک اطلاعات اینترنتی فیلم‌ها Internet Movie Database راه یافته‌است.
وی همچنین از جمله روزنامه نگاران سینمایی بود که در جریان بازداشت گسترده این افراد در اسفند ۱۳۸۱ دستگیر و تنها فرد از این میان بود که پس از چهار ماه بازداشت، محاکمه و به زندان و جریمه نقدی محکوم شد. وی بعد از یک سال تلاش برای رفع اتهام‌های واهی وارده، مجبور به ترک ایران شد و اینک ساکن فنلاند است.
وی از سال ۲۰۰۵ تا ۲۰۰۹ ابتدا مسئول بخش سینمایی وبگاه روز و سپس مسئول قسمت هنر روز بود و در سال ۲۰۰۹ به دلیل اختلاف با گردانندگان این سایت از ادامه همکاری با روزآنلاین انصراف داد.
وی پیش از دستگیری با تلویزیون ایران در ساخت برنامه‌های سینمایی همچون سینمای ۹۰، سینما سیاست، سینما یک و دو، زبان تصویر، برداشت کوتاه، ساحری سامری، پشت پرده نقره‌ای و... با سمت نویسنده و کارگردان همکاری داشته‌است.
عزتی از پیشگامان و فعالان نشر اینترنتی است. او در سال ۲۰۱۱ اقدام به تأسیس کتابخانه و انتشارات مجازی به نام باشگاه ادبیات در محیط فیس بوک کرد که تا پایان دومین سال خود موفق به جذب بیش از ۲۴ هزار عضو ثابت شد. باشگاه ادبیات از حمایت گسترده مولفین و مترجمان صاحب نام داخل و خارج کشور برخوردار شده و تا امروز بیش از چند هزار عنوان کتاب در اختیار هموندان ثابت خود قرار داده است.
وی برای مدت کوتاهی در روز آنلاین از نام مستعار آرینا امیرسلیمانی استفاده می کرد و در سال‌های اخیر ترجمه‌هایش را نام امیر آذری و اُوکتای عزت اوغلو منتشر می‌کند.

## کتاب‌ها
- جیمز باند- سی و پنج سال با یک پدیده [تألیف و ترجمه]
- ویدئو و رسانه‌های تصویری در ایران [تألیف]
- چهره پنهان [فیلمنامه، اورهان پاموک]
- پارانویای هالیوود [اسوالدو سوریانو]
- هتل مام میهن [یوسف آتیلگان]
- قصبه نوری بیلگه جیلان